# Greater Shepparton City
Koordinaten: 36° 23′ S, 145° 24′ O

Die City of Greater Shepparton ist ein lokales Verwaltungsgebiet (LGA) im australischen Bundesstaat Victoria rund um die Stadt Shepparton. Das Gebiet ist 2421,9 km² groß und hat über 64.000 Einwohner.

## Lage
Greater Shepparton liegt etwa 190 km (Fahrtstrecke) nördlich der Hauptstadt Melbourne und schließt unter anderem folgende Ortschaften ein: Shepparton, Mooroopna, Tatura, Murchison, Congupna, Dookie, Katandra, Merrigum, Cosgrove, Kialla East, Toolamba, Undera und Tallygaroopna. Der Sitz des City Councils befindet sich in der Stadt Shepparton in der Mitte der LGA.

## Geschichte
In Tatura befand sich während des Zweiten Weltkriegs ein Komplex von sieben Internierungslagern, in denen vor allem Deutsche und Österreicher festgehalten wurden, die zuvor bereits in Großbritannien als Enemy Aliens interniert und mit dem Schiff Dunera nach Australien verbracht worden waren. In den einzelnen Lagern waren jeweils zwischen 4.000 und 8.000 Menschen untergebracht.
1941 deportierten die Briten 665 Angehörige der Tempelgesellschaft (Templer) aus Palästina in das Camp 3 von Tatura.

## Einwohner
Die Stadt Shepparton östlich des Goulburn River ist zusammen mit der am gegenüberliegenden Westufer liegenden Stadt Mooroopna mit fast 34.000 Einwohnern eines der größten Siedlungsgebiete im ländlichen Victoria.

## Wirtschaft
Shepparton und Mooroopna sind die größten Städte in der Food Bowl (wörtlich „Speiseschüssel“), der „Speisekammer“ Australiens, einer äußerst ertragreichen Landwirtschaftsregion. Die industrielle Verarbeitung der Produkte sind ein wichtiger Wirtschaftszweig des Shires. So sitzen dort unter anderem SPC Ardmona, der größte Produzent von Obstkonserven in Australien, die australischen Niederlassungen von Campbell’s und Unilever sowie mehrere große Hersteller von Milchprodukten.

## Verwaltung
Der Greater Shepparton City Council hat sieben Mitglieder, die von den Bewohnern der LGA gewählt werden. Greater Shepparton ist nicht in Bezirke untergliedert. Aus dem Kreis der Ratsmitglieder (Councillors) rekrutiert sich auch der Mayor (Bürgermeister) des Councils.